# Rubens Borba de Moraes

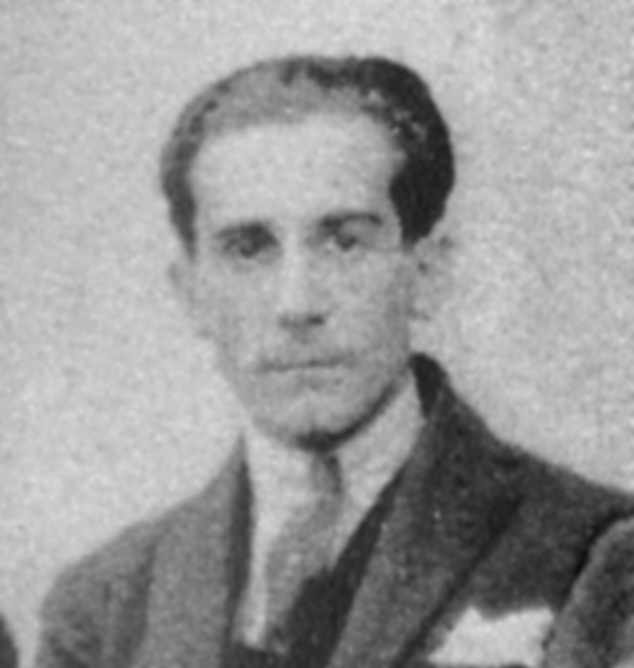
Rubens Borba de Moraes 1922 während der Semana de Arte Moderna

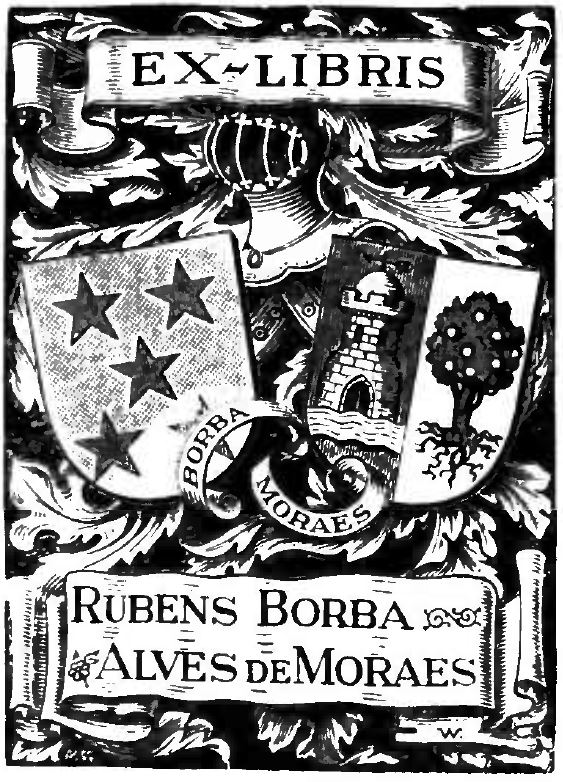
Exlibris von Rubens Borba de Moraes

Rubens Borba de Moraes (* 23. Januar 1899 in Araraquara; † 2. September 1986 in Bragança Paulista) war ein brasilianischer Bibliothekar, Bibliograph, Bibliothekswissenschaftler, Bücherfreund, Historiker und Forscher. Außerdem war er einer der Organisatoren der Semana de Arte Moderna (auch Semana de 22 genannt) von 1922 in São Paulo, Professor, Pionier der Bibliothekswissenschaft in Brasilien und Direktor der Bibliothek der Vereinten Nationen (UNO) in New York City. Seit 1987 vergibt der Regionalrat der Bibliothekswissenschaft der ersten Region die Medaille Rubens Borba an verdiente Berufsleute.

## Werdegang
Rubens Borba de Moraes entstammte einer traditionellen Familie, Nachfahren von Borba Gato, in São Paulo. Zwar in Brasilien geboren, begann er früh, in Europa zu studieren. Mit neun Jahren studierte er in Genf, wo er sein erstes Buch veröffentlichte: Le chevalier au Barizel, ein Theaterstück, das 1919 im Théâtre de Plainpalais aufgeführt wurde. 1919 kehrte er nach Brasilien zurück. Zu dieser Zeit schrieb er so viel besser auf Französisch als in seiner ursprünglichen Muttersprache, dass er mehrere seiner Schriften von Freunden wie etwa Mário de Andrade übersetzen ließ.
Er beteiligte sich zusammen mit Oswald de Andrade und Mário de Andrade (nicht miteinander verwandt), Manuel Bandeira, Tácito und Guilherme de Almeida, Di Cavalcanti und anderen an Versammlungen, an denen die «Modernista-Bewegung» Form annahm. 1923 publizierte er seine erste Essay-Sammlung unter dem Titel Domingo dos Séculos. Zur gleichen Zeit begann er sich an der Schaffung und der Lancierung avantgardistischer Zeitschriften zu beteiligen wie Terra Roxa & Outras Terras und Revista de Antropofagia.
Er gründete in Opposition zur Republikanischen Partei in São Paulo, dem Partido Republicano Paulista,  die Zeitung «Diário Nacional».
1924 arbeitete er anfänglich als Buchhalter in der Einkommensverwaltung der Stadt São Paulo. 1935 wechselte er ins städtische Amt für Kultur und Freizeit, wo er bald die Leitung der Stadtbibliotheken von São Paulo (heute Biblioteca Mário de Andrade) übernahm. 1936 initiierte er Brasiliens ersten Lehrgang für Bibliothekswissenschaft. Dieser Lehrgang wurde drei Jahre später in die Schule für Soziologie und Politik (heute Fundação Escola de Sociologia e Política de São Paulo) integriert, die er mitgegründet hatte. Er half, gegen den politische Widerstand den neuen Sitz der Stadtbibliothek von Sáo Paulo zu bauen. 1944 übersiedelte er nach Rio de Janeiro, wo er die Bibliothek des Arbeitsamtes organisierte. 1945 bis 1947 leitete er die Nationalbibliothek, wo er auf bürokratische Hemmnisse stieß. 1948 nahm er in den Vereinigten Staaten am ersten Treffen der Bibliothekare Amerikas teil. Hier wurde er in die ständige Kommission gewählt, die ebenfalls bei diesem Anlass geschaffen wurde.
Anschließend wurde er von den Vereinten Nationen (UNO) als Vizedirektor der Bibliothek in New York angestellt; zwei Jahre später übernahm er die Funktion des Direktors des Zentrums der Informationsdienste der UNO für Belgien, Frankreich und Luxemburg mit Sitz in Paris. 1954 kehrte er nach New York zurück, wo er die Bibliothek der UNO leitete, bis er 1959 in den Ruhestand trat.
Er war verantwortlich für die Organisation von Sammlungen und Reihen von Büchern wie zum Beispiel die 20-bändige Biblioteca Histórica Brasileira und die Reihe Roteiro do Brasil, die zwei Titel umfasste: Cultura e Opulência do Brasil und Obras Econômicas.
Nach São Paulo zurückgekehrt, folgte er bald dem Ruf an die Universität von Brasília. Er war ordentlicher Professor und emeritierter Professor der Universität von Brasília. Von der Landeshauptstadt übersiedelte er nach Bragança Paulista, wo er am 2. September 1986 starb. Er hinterließ eine reiche Sammlung seltener Werke, die er während seines langen Lebens in Europa und Amerika gesammelt hatte. Diese Sammlung spendete er einem Freund und ebenfalls bibliophilen Sammler: José Mindlin.

## Mitgliedschaften und Ehrungen
- Er war aktives Mitglied der Demokratischen Partei, dem Partido Democrático, gründete mit Tácito de Almeida und anderen Genossen die Liga de Defensa Paulista und kämpfte in der Verfassungsrevolution von 1932.[3]
- Das Außenministerium Brasiliens ehrte ihn mit der Medaille Rio Branco.
- Der König von Marokko zeichnete ihn aus als Großoffizier des Ordens Ouissam Alaouite.[4]
- 1979 würdigte Edson Nery da Fonseca die Leistung Borbas de Moraes und stellte sein Werk in den historischen Kontext anderer brasilianischer Bibliothekswissenschaftler.[7]

## Werke (Auswahl)

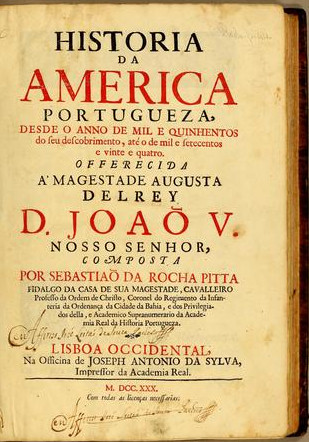
Titelblatt eines der Bücher aus der bibliophilen Sammlung von Rubens Borba de Morais, publiziert 1730

### Bibliografisches
- Rubens Borba de Moraes: Povoamento de São Paulo nos Séculos XVI, XVII e XVIII. São Paulo 1943.
- Rubens Borba de Moraes: O Problema das Bibliotecas Brasileiras. Rio de Janeiro 1943 (2. Auflage in: Boletim Bibliográfico da Biblioteca Mário de Andrade, São Paulo, Band 42, Nr. 91, 1981, S. 9-21).
- Rubens Borba de Moraes und William Berrien: Manual Bibliográfico de Estudos Brasileiros. Gráfica Editora Souza, Rio de Janeiro 1949.
- Rubens Borba de Moraes: Bibliographia Brasiliana: A biographical essay on rare books about Brazil published from 1504 to 1900, and works of Brazilian authors published abroad before the independence of Brazil in 1822. Editora Colibris, Amsterdam, Rio de Janeiro (2 Bände, erschienen 1958/1959. Englische überholte und erweiterte Ausgabe: A Biographical Essay on Rare Books about Brazil, Los Angeles: UCLA Latin American Center Publications, 1983).
- Rubens Borba de Moraes: O bibliófilo aprendiz. Companhia Editora Nacional, São Paulo 1965 (2. revidierte und erweiterte Auflage im gleichen Verlag 1975; 3. Auflage, editoras Briquet de Lemos und Casa da Palavra, 1998; 4. Auflage: gleiche Verlage 2005).
- Rubens Borba de Moraes: Bibliografia Brasileira do Periodo Colonial. Instituto de Estudos Brasileiros, São Paulo 1969 (inbegriffen in der 2. Auflage der Bibliographia Brasiliana).
- Rubens Borba de Moraes: Livros e Bibliotecas no Brasil Colonial. Livros Técnicos e Científicos, Rio de Janeiro 1979 (2. Auflage: Brasília, Briquet de Lemos, 2006).
- Rubens Borba de Moraes: Bibliografia da Imprensa Régia do Rio de Janeiro. Hrsg.: Edusp. Kosmos, São Paulo 1993 (2 Bände (posthum publiziert)).

### Andere Schriften
- Ruben Borba de Moraes, Constam Bourquin: Le Chevalier au Barizel. Drama. 1919 (aufgeführt 1919 im Théâtre de Plainpalais in Genf).
- Domingo dos séculos. Candeia Azul, Rio de Janeiro 1924; Imprensa Oficial, São Paulo 2010, Nachdruck; enthält Essays.